# X.25

Struktura sítě X.25.

X.25 je standard Mezinárodní telekomunikační unie (ITU, dříve CCITT) popisující rozhraní mezi koncovým zařízením přenosu dat (KZD, obvykle počítač nebo terminál) a zařízením ukončujícím datový okruh (UZD, modem) pro připojení do veřejné datové sítě s přepojováním paketů pomocí vyhrazeného okruhu.
Častěji se zkratkou X.25 označuje libovolná síť, která umožňuje připojení účastníka pomocí standardu X.25. X.25 patří k nejstarším protokolům technologie přepojování paketů a dnes je převážně nahrazen modernějšími technologiemi jako je Frame Relay. X.25 bylo vyvinuto v době, kdy připojení do Wide Area Network (WAN) nebylo příliš spolehlivé. Proto obsahuje spoustu funkcí pro kontrolu chyb a jejich případnou opravu. Tyto funkce však způsobují zbytečné zatížení uzlů sítě. V dnešní době se protokol X.25 zachoval pro provádění některých přenosů, jako například platba kreditní kartou přes terminál a výběr z některých bankomatů.
PSN – Packet Switched Network byl název pro mezinárodní souhrn poskytovatelů připojení X.25, převážně mnohé národní telefonní společnosti. Tento druh připojení se velmi rozmohl v 80. a začátkem 90. let.

## Historie
Protokol X.25 byl vyvinut ve Study Group VII Mezinárodní telekomunikační unie (ITU) (dříve CCITT) a do jisté míry založen na mnohých datových projektech, které se v té době začaly hojně objevovat. Mnoho těchto postupných vylepšení a přídavků bylo postupem času přetvořeno ve standard.

## Architektura
Specifikace X.25 definuje pouze rozhraní mezi terminálem nebo počítačem (koncovým zařízením přenosu dat, KZD, anglicky Data terminal equipment, DTE) a modemem (zařízením ukončujícím datový okruh, UZD, anglicky data circuit-terminating equipment, DCE). DCE je v zásadě a velmi zjednodušeně řečeno koncový prostředek, který převádí data od uživatele na signály připravené na přenos a nebo naopak převádí přijaté signály zpět na digitální informace. Z pohledu dělení podle iniciativy aktivit je DTE klientem, obsluhovaným zařízením ukončujícím datový okruh (DCE) jako obdobou serveru.
Přestože záměrem protokolu X.25 bylo vytvořit celosvětovou síť založenou na principu přepínání paketů, protokol X.25 nedefinuje, jak síť funguje interně. Model X.25 byl založen na tradičním telefonním konceptu vytváření spolehlivých okruhů skrz sdílenou síť. K tomu používal speciální software, který měl za úkol vytvořit spojení, „virtuální hovory“, skrz síť mezi DCE díky čemuž se síť tváří jako Peer-to-peer (P2P). Protokol X.75, velmi podobný protokolu X.25, definuje rozhraní mezi dvěma sítěmi X.25. Ale ani tento protokol nedefinuje interní fungování sítě – mnoho síťových implementací X.25 používá protokoly velmi podobné X.25 a X.75, některé však používají velmi rozdílné protokoly.
Neexistence standardu je dána tím, že v době vzniku protokolu ještě neexistoval referenční model OSI, a proto se mohou jednotlivé implementace velmi lišit. Mezinárodní organizace pro normalizaci (ISO) vyvinula obdobu X.25 nazývanou ISO 8208, která přidává možnost přímého propojení mezi dvěma předplatiteli DTE.

## Účtování
Jednou z vlastností, kterou měly veřejné sítě na bázi X.25 dobře propracovanou, bylo účtování. Služby X.25 byly obvykle účtovány jako paušální měsíční poplatek za službu podle rychlosti připojení a platby za počet přenesených segmentů. Rychlosti spojů byly různé, obvykle od 2400 bit/s do 2 Mbit/s, i když rychlosti nad 64 kbit/s byly ve veřejných sítích neobvyklé. Segment představoval 64 bajtů dat (samozřejmě zaokrouhlených nahoru, bez přenosu mezi pakety), které byly účtovány volajícímu (nebo volanému v případě zpětně účtovaných hovorů, pokud byly podporovány). Za volání využívající funkci Fast Select (umožňující přenos 128 bajtů dat ve fázi propojování, potvrzení spojení a rušení spojení) se zpravidla účtoval příplatek, stejně jako za použití některých dalších funkcí X.25. Za PVC se platil vysoký měsíční poplatek za pronájem okruhu a poněkud nižší cena za segment než u VC, takže se vyplatily pouze při přenosech větších objemů dat.

## Typy paketů X.25
| Typ Paketu                  | DTE → DCE                                              | DCE → DTE            | VC | PVC |
| --------------------------- | ------------------------------------------------------ | -------------------- | -- | --- |
| Vytvoření a zrušení spojení | Odchozí volání                                         | Příchozí volání      | X  |     |
|                             | Volání akceptováno                                     | Volání spojeno       | X  |     |
|                             | Požadavek na ukončení spojení                          | Indikace ukončení    | X  |     |
|                             | Potvrzení ukončení                                     | Potvrzení ukončení   | X  |     |
| Přenos dat a přerušení      | Data                                                   | Data                 | X  | X   |
|                             | Přerušení                                              | Přerušení            | X  | X   |
|                             | Potvrzení přerušení                                    | Potvrzení přerušení  | X  | X   |
| Řízení toku dat a reset     | RR (kladné potvrzení a připravenost pro další data)    | RR                   | X  | X   |
|                             | RNR (kladné potvrzení a nepřipravenost pro další data) | RNR                  | X  | X   |
|                             | REJ (záporné potvrzení)                                |                      | X  | X   |
|                             | Požadavek resetu                                       | Indikace resetu      | X  | X   |
|                             | Potvrzení resetu                                       | Potvrzení resetu     | X  | X   |
| Restart                     | Požadavek na restart                                   | Indikace restartu    | X  | X   |
| Restart                     | Potvrzení restartu                                     | Potvrzení restartu   | X  | X   |
| Diagnostika                 |                                                        | Diagnostika          | X  | X   |
| Registrace                  | Požadavek registrace                                   | Potvrzení registrace | X  | X   |

## X.25 dnes
V dnešní době se s X.25 můžeme stále setkat, avšak je dramaticky na sestupu a je nahrazována modernějšími technologiemi, jako např. ISDN, Frame Relay, ATM, ADSL. Za moderního pokračovatele X.25 pak bývají považovány sítě MPLS. I přes to bývá X.25 jediným možným datovým spojením v některých rozvojových zemích, protože může velmi levně zpřístupnit Internet.

## Rozdíl mezi X.25 a Frame Relay
Zatímco X.25 je protokolem síťové vrstvy, Frame Relay je protokol linkové vrstvy OSI. Frame Relay je datagramovou službou, tj. doručení rámců není garantováno. X.25 si ukládá data, která nestačí zpracovat, do paměti a postupně je odesílá dále. Společnou vlastností je vytváření virtuálních okruhů.